# Hrženica
Hrženica är en ort i Kroatien.   Den ligger i länet Varaždin, i den nordöstra delen av landet, 70 km nordost om huvudstaden Zagreb. Hrženica ligger 153 meter över havet och antalet invånare är 953. Den ligger vid sjön Lake Dubrava.
Terrängen runt Hrženica är platt. Runt Hrženica är det tätbefolkat, med 297 invånare per kvadratkilometer. Närmaste större samhälle är Varaždin, 18,2 km väster om Hrženica. Trakten runt Hrženica består till största delen av jordbruksmark.